# Kristián Bari
Kristián Bari (Fiľakovo, 6 febbraio 2001) è un calciatore slovacco, difensore o centrocampista dello Žilina.

## Carriera

### Club
Ha giocato nella prima divisione slovacca.

### Nazionale
Ha giocato nelle nazionali giovanili slovacche Under-17, Under-18 ed Under-19.

## Statistiche

### Presenze e reti nei club
Statistiche aggiornate al 30 settembre 2023.
| Stagione        | Squadra         | Campionato      | Campionato | Campionato | Coppe nazionali | Coppe nazionali | Coppe nazionali | Coppe europee | Coppe europee | Coppe europee | Altre coppe | Altre coppe | Altre coppe | Totale | Totale |
| Stagione        | Squadra         | Comp            | Pres       | Reti       | Comp            | Pres            | Reti            | Comp          | Pres          | Reti          | Comp        | Pres        | Reti        | Pres   | Reti   |
| --------------- | --------------- | --------------- | ---------- | ---------- | --------------- | --------------- | --------------- | ------------- | ------------- | ------------- | ----------- | ----------- | ----------- | ------ | ------ |
| sett. 2019      | Šamorín         | 2.L             | 1          | 0          | CS              | -               | -               | -             | -             | -             | -           | -           | -           | 1      | 0      |
| 2020-2021       | Žilina          | SL              | -          | -          | CS              | 1               | 1               | UEL           | -             | -             | -           | -           | -           | 1      | 1      |
| 2021-2022       | Žilina          | SL              | 1          | 0          | CS              | 0               | 0               | UECL          | -             | -             | -           | -           | -           | 1      | 0      |
| 2022-2023       | Žilina          | SL              | 30+2       | 3          | CS              | 3               | 0               | -             | -             | -             | -           | -           | -           | 35     | 3      |
| 2023-2024       | Žilina          | SL              | 7          | 0          | CS              | 1               | 0               | UECL          | 4             | 1             | -           | -           | -           | 12     | 1      |
| Totale Žilina   | Totale Žilina   | Totale Žilina   | 38+2       | 3          |                 | 5               | 1               |               | 4             | 1             |             | -           | -           | 49     | 5      |
| Totale carriera | Totale carriera | Totale carriera | 39+2       | 3          |                 | 5               | 1               |               | 4             | 1             |             | -           | -           | 50     | 5      |